# 25864 Banič
25864 Banič là một tiểu hành tinh vành đai chính với chu kỳ quỹ đạo là 1980.1135001 ngày (5.42 năm).
Nó được phát hiện ngày 8 tháng 4 năm 2000.